# Bernard Diomède
Bernard Diomède (* 23. ledna 1974, Saint-Doulchard) je bývalý francouzský fotbalista.
Diomède nastupoval většinou jako záložník. Získal titul mistra světa roku 1998. Ač na šampionátu nastoupil třikrát, po jeho skončení z reprezentačního kádru vypadl. Za francouzský národní tým odehrál celkem 8 zápasů.
S AJ Auxerre získal francouzský titul (1995–96) a dvakrát pohár (1994, 1996). S FC Liverpool získal FA Cup (2001).